# Xavier Rathan-Mayes
Xavier Andrew Rathan-Mayes (Markham, Ontario, 29 de abril de 1994) es un baloncestista canadiense que actualmente juega en las filas del Bayern de Múnich de la Basketball Bundesliga alemana. Con 1,93 metros de estatura, juega en la posición de base. Su padrastro es el que fuera también jugador profesional Tharon Mayes.

## Trayectoria deportiva

### Universidad
Jugó tres temporadas con los Florida State de la Universidad Estatal de Florida en las que promedió 12,4 puntos, 4,5 asistencias, 3,2 rebotes y 1,0 robos de balón por partido. Acabó en la cuarta posición histórica de su universidad en número de asistencias, con 451. en su primera temporada fue incluido en el mejor quinteto freshman de la Atlantic Coast Conference, mientras que en 2017 apareció en el mejor quinteto defensivo de la conferencia.

### Profesional
Tras no ser elegido en el Draft de la NBA de 2017, fue invitado por los New York Knicks a participar en las ligas de verano, con los que disputó cuatro partidos, en los que promedió 6,0 puntos, 3,5 asistencias y 2,5 rebotes. El 18 de agosto firmó contrato con los Knicks, pero fue despedido tras la pretemporada, pasando a formar parte del filial de la G League, los Westchester Knicks.
El 5 de marzo de 2018 firmó contrato por diez días con los Memphis Grizzlies. Debutó ese mismo día en la NBA, logrando 8 puntos, 5 asistencias, 2 rebotes y 2 robos en la derrota ante San Antonio Spurs.
El 28 de julio de 2018 firmó contrato con el AEK Atenas de la A1 Ethniki griega.
El 26 de febrero de 2021, firma por el BC CSU Sibiu de la Liga Națională.
El 12 de julio de 2024, firma por el Real Madrid Baloncesto de la Liga ACB.
El 29 de julio de 2025 firmó un contrato por una temporada y una segunda opcional con el Bayern de Múnich de la Basketball Bundesliga alemana.

## Estadísticas de su carrera en la NBA

### Temporada regular
| Año     | Equipo  | PJ | PT | MPP  | %TC  | %3P  | %TL  | RPP | APP | ROB | TPP | PPP |
| ------- | ------- | -- | -- | ---- | ---- | ---- | ---- | --- | --- | --- | --- | --- |
| 2017-18 | Memphis | 5  | 0  | 23.6 | .286 | .071 | .444 | 1.0 | 3.6 | 1.2 | .6  | 5.8 |
| Total   | Total   | 5  | 0  | 23.6 | .286 | .071 | .444 | 1.0 | 3.6 | 1.2 | .6  | 5.8 |